# Долни-Бошняк
Долни-Бошняк (болг. Долни Бошняк) — село в Болгарии. Находится в Видинской области, входит в общину Видин. Население составляет 74 человека.

## Политическая ситуация
Долни-Бошняк подчиняется непосредственно общине и не имеет своего кмета.
Кмет (мэр) общины Видин — Румен Ангелов Видов (Граждане за европейское развитие Болгарии (ГЕРБ)) по результатам выборов.